# 2 Minutes to Midnight
2 Minutes to Midnight er den tiende single udgivet af Iron Maiden, og det andet spor fra deres album Powerslave fra 1984. Singlen blev udgivet 6. august 1984 og blev nr. 11 på den britiske singlehitliste. Sangen var skrevet af Adrian Smith og Bruce Dickinson. 
Sangen har referencer til Dommedagsuret, det symbolske ur som bruges af Bulletin of the Atomic Scientists. I september 1953 nåede uret 11:58, det tætteste det nogensinde nåede til midnat. Dette skete da USA og Sovjetunionen testede Hydrogenbomber indenfor ni måneder efter hinanden. Denne sang viser et klart anti-krigs-synspunkt. Den første guitarsolo spilles af Dave Murray fulgt af en guitarsolo spillet af Adrian Smith.
Den første B-side er en coverversion af det britiske progressiv rock-band Beckett's "Rainbow's Gold".
En anden B-side, med titlen "Mission from 'Arry", er en optagelse af en diskussion mellem bassist Steve Harris og trommeslager Nicko McBrain.
Sangen var med i Grand Theft Auto: Vice City.

## Spor
1. "2 Minutes to Midnight" (Adrian Smith, Bruce Dickinson): 6:04
2. "Rainbow's Gold" (Beckett cover): 4:57
3. "Mission from 'Arry": 6:43

## Musikere
- Bruce Dickinson – vokal
- Dave Murray – guitar
- Adrian Smith – guitar, baggrundsvokal
- Steve Harris – basguitar, baggrundsvokal
- Nicko McBrain – trommer

## Hitlister
UK Singles Chart Nr. 11

## Trivia
Sangen er 5 minutter og 59 sekunder lang, hvilket når det fordobles giver 11:58, ligesom sangen beskriver.